# Lorenzo Cibo de’ Mari
Lorenzo Cibo de’ Mari(Genua, 1450/1451– Rome, 21 december 1503) was een Italiaans kardinaal en een kardinaal-nepoot van paus Innocentius VIII.

## Biografie
Lorenzo werd geboren als zoon van Maurizio Cibo, gouverneur van Spoleto. De familie de’ Mari gold als een oude adellijke familie. Over zijn moeder is slechts bekend dat zij van Spaanse afkomst was. Lorenzo’s vader was de broer van de in 1484 gekozen paus Innocentius VIII.
Nadat hij al diverse lagere kerkelijke functies had bekleed als kanunnik van de oude Sint-Pietersbasiliek en apostolisch protonotaris, kwam zijn opgang binnen de kerkelijke hiërarchie na het aantreden van zijn oom tot paus. Op 5 december 1485 werd hij gekozen tot aartsbisschop van Benevento, een functie die hij tot januari 1503 zou aanhouden.
Pas tijdens Innocentius’ eerste en enige consistorie op 9 maart 1489 werd Lorenzo verheven tot kardinaal-priester met de titelkerk Santa Susanna. Twee jaar later werd hem de titelkerk San Marco toegewezen, waarbij hij zijn intrek nam in het naastgelegen paleis. Gedurende de periode januari 1492 tot januari 1493 werd hij aangesteld als Camerlengo van het College van Kardinalen.
Hoewel hij deelnam aan het conclaaf van 1492 waarin kardinaal Rodrigo Borgia gekozen werd tot paus Alexander VI stond Lorenzo niet open voor de omkooppraktijken van de Spaanse kardinaal, waardoor de nieuwe paus hem dreigde hem uit zijn kardinaalsambt te zetten.
Volgend op een toespeling van zijn oom Innocentius had Lorenzo een kapel laten bouwen aan de Sint-Pieter, waarna aan Antonio del Pollaiolo de opdracht gegeven werd voor een bronzen grafmonument voor de overleden pontifex. Hierbij werd onder meer de Heilige Lans verwerkt die aan paus Innocentius VIII was aangeboden door sultan Bajezid II voor het gevangen houden van zijn broer, prins Cem. In 1606 zou deze kapel afgebroken worden.
Op 14 mei 1501 werd Lorenzo Cibo de’ Mari benoemd tot kardinaal-bisschop, waarbij hem het suburbicair bisdom Albano werd toegewezen. Op 29 november 1503 werd dit omgezet in dat van Palestrina.
Na zijn deelname aan beide conclaven in 1503 trok Lorenzo zich terug en overleed op 21 december 1503. Hij werd begraven in de San Lorenzokapel (ook wel aangeduid als de Cibokapel) van de Santa Maria del Popolo.

## Beneficiën
Naast zijn kerkelijke benoemingen ontving Lorenzo ook verschillende beneficiën:
| In commendam                   | Periode                             |
| ------------------------------ | ----------------------------------- |
| San Stefano klooster, Ivrea    | tot aan 10 augustus 1489            |
| San Victorino klooster, Lerida | tot aan 3 maart 1490                |
| Saint-Jean de Sordes, Dax      | tot aan 20 december 1490            |
| San Pastore, Rieti             | tot aan 6 juni 1492                 |
| San Stefano, Vercelli          | tot aan 5 november 1492             |
| Fécamp, Rouen                  | tot aan 7 april 1494                |
| Bisdom Vannes                  | 29 augustus 1490 – 21 december 1503 |
| Titelkerk Santa Cecilia        | vanaf 9 december 1497               |
| Titelkerk San Marco            | vanaf 14 mei 1501                   |
| Bisdom Noli                    | vanaf januari 1503                  |

- Gemeinsame Normdatei: 128995238
- International Standard Name Identifier: 0000 0000 2089 6255
- Nationale Bibliotheek van Tsjechië: ola2014832599
- Virtual International Authority File: 30604390
- WorldCat: E39PBJt8dPkP6RRM8pQCTXMByd